# Crateva unilocularis
Crateva unilocularis là một loài thực vật có hoa trong họ Capparaceae. Loài này được Buch.-Ham. mô tả khoa học đầu tiên năm 1827.